# Edward Newton

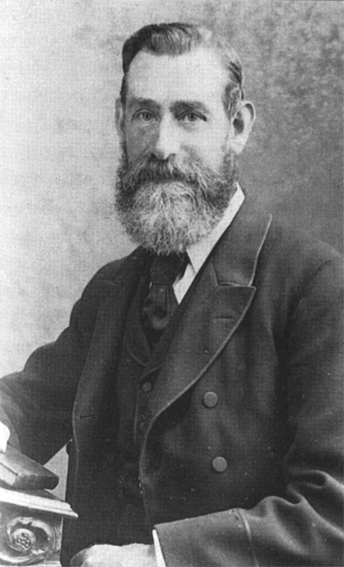
Edward Newton.

Sir Edward Newton KCMG (Novembro de 1832 — 25 de Abril de 1897) foi um ornitólogo e administrador colonial inglês, irmão de Alfred Newton.
Newton foi secretário da administração colonial britânica nas ilhas Maurícias de 1859 a 1877. Colectou e enviou ao seu irmão numerosos espécimes da flora e fauna daquelas ilhas, incluindo um dodo e um solitário-de-Rodrigues, espécies entretanto extintas.
Mais tarde foi nomeado secretário e depois vice-governador da Jamaica.
Edward Newton é lembrado no nome binomial do Falco newtoni, o peneireiro-malgaxe.